# Bégaiement
 Mise en garde médicale
Le bégaiement (nom auquel on adjoint parfois les qualificatifs persistant, développemental ou chronique) est un trouble de la parole affectant la fluidité du discours. Il est caractérisé par des disfluidités (interruptions involontaires de la parole) fréquentes et typiques du bégaiement, dont : 
- des répétitions de sons, de syllabes ou de mots,
- des prolongements de sons,
- des blocages (pauses silencieuses pendant lesquelles la personne est incapable de produire le son souhaité)[1].

Ces disfluidités peuvent s'accompagner de tension physique et de comportements secondaires (clignement des yeux, mouvement du visage ou du corps, etc.). La personne qui bégaie peut également développer des comportements d'évitement et des réactions négatives en lien avec la communication.
La définition exacte du bégaiement développemental par les différentes institutions concernées et disciplines médicales fait l'objet de débats. La CIM-11 de l'Organisation mondiale de la santé (OMS) et le DSM-5 de l'Association américaine de psychiatrie classent ce trouble de la fluidité verbale parmi les « troubles neurodéveloppementaux »,.
Le bégaiement peut avoir des répercussions psychologiques et sociales importantes. Lorsque sévère, il est reconnu dans un grand nombre de pays, dont la France, comme étant un handicap. Certains individus qui bégaient redoutent néanmoins cette « étiquette » et affirment « ne pas se sentir handicapés ».

## Description

### Généralités
Il n'existe pas de définition univoque et reconnue par tous les intervenants sur les délimitations du bégaiement, de ses manifestations, de ses conséquences et de ses causes. 
Le bégaiement a longtemps été vu (et l'est encore par certains) comme purement psychologique. Son intermittence sur les mots et sur les phrases, en fonction des conditions, peut amener à penser ainsi, en l'absence de plus de données et de connaissances. De plus, une personne bègue bégaie généralement beaucoup moins lorsqu'elle est seule — ou se croit seule —, lorsqu'elle chante, lorsqu'elle joue un rôle, lorsqu'elle imite quelqu'un, lorsqu'elle prend un accent, lorsqu'elle parle au rythme d'un métronome.
Depuis la fin du XXe siècle, des découvertes en imagerie cérébrale et en génétique ont montré que la psychologie ne suffit pas à expliquer le bégaiement ou à résumer le bégaiement observé ou vécu. Une certaine faiblesse cérébrale en relation avec la production motrice de la parole semble fortement probable, bien que le bégaiement semble nécessiter d'autres facteurs pour se développer. La notion de prédispositions biologiques au bégaiement trouve de plus en plus d'arguments au travers des recherches. Ces prédispositions seraient une condition nécessaire ou du moins importante, pour l'apparition du bégaiement. Cela conduit maintenant à l'acceptation du bégaiement comme un problème médical, avant d'être relationnel et social.

### Classification selon la phoniatrie occidentale
Les phoniatres et orthophonistes  décrivent certaines manifestations audibles du bégaiement comme suit :
- Le bégaiement clonique : répétitions de syllabes ou « phonèmes » comme un article, une préposition ou un adverbe monosyllabique précédant un mot ressenti comme « chargé d'obligation » et anticipé bloquant sur sa première syllabe, ou la première syllabe d'un tel mot si l'anticipation porte sur une syllabe suivante. ex. : « Un un un café s'il vous plaît » ou « Un ca café s'il vous plaît ».
- Le bégaiement tonique : réalisation du blocage sur un mot, souvent celui qui rompt le silence ou qui donne du sens à l'intervention, et déblocage par l'émission de l'amorce de la syllabe prévue bloquante dans une explosion glottique après une période de résistance. ex. : « Un.....cccccafé s'il vous plaît ».
- Le bégaiement tonico-clonique : combinaison des deux types de bégaiement précédents.

Certains spécialistes rajoutent les manifestations suivantes, qui sont plus indirectes :
- Le bégaiement par inhibition rend le sujet inerte après qu'on lui pose une question car il est pris au dépourvu, peut-être par anticipation de blocage (au début ou au cours de l'intervention) et n'y trouve sur le moment aucune échappatoire, remarquée ou non. Le sujet présente alors pour les observateurs externes un moment d'absence, avant de reprendre la conversation.
- Le « bégaiement » par substitution : le terme « bégaiement » est dans ce cas employé par extension de sens puisqu'il ne souligne pas une non-fluidité constatée. Il s'agit de l'ensemble des modifications de l'intervention prévue qui passent inaperçues aux oreilles des auditeurs et ne correspondent pas, dans leur esprit, à ce qu'ils entendent spontanément par « bégaiement » sans le définir, alors que la personne est tout autant victime du risque anticipé de blocage. C'est en réalité cette variante qui met le doigt sur le problème de fond et constitue la trame quotidienne du vécu de la personne concernée. Par exemple le fait de s'exprimer par synonymes ou périphrases : remplacement du mot anticipé bloquant par un autre : « Un express » au lieu de « Un café », et plus généralement la modification de la structure grammaticale de la phrase avec ajout de mots et d'expressions : « Eh bien, je vais prendre un petit café », y compris le fait de ne plus désigner la même chose (ex. : « un chocolat ») ou, tout simplement, de préférer se taire, avec la frustration et l'image faussée donnée de soi qui en découle, même si les auditeurs n'ont entendu ni blocages ni répétitions mais ont plutôt l'impression d'avoir affaire à quelqu'un de confus, timide, sans conversation, manquant d'assurance, nerveux ou même impoli selon le cas.

Les phoniatres francophones classent (ou ont classé) la gravité d'un bégaiement selon quatre degrés de sévérité :
- Premier degré : bégaiement léger, où l'on note quelques accidents de parole n'entravant pas notablement la communication,
- Deuxième degré : bégaiement plus marqué, avec des accidents plus fréquents et plus prolongés, accompagnés éventuellement de troubles associés (tremblements, perte du regard) provoquant des interruptions de la communication,
- Troisième degré : bégaiement sévère, avec accidents prolongés, troubles associés plus marqués (révulsion des yeux, spasmes respiratoires...) rendant impossible une communication suivie,
- Quatrième degré : bégaiement empêchant pratiquement toute communication, chaque essai de parole étant le plus souvent voué à l'échec du fait de l'importance des « bégayages » et des troubles associés.

Cependant il s'agit d'un classement théorique et indicatif. En effet l'intensité d'un bégaiement chez un même individu peut varier sensiblement d'un instant à l'autre en fonction des circonstances, ou encore indépendamment d'elles.
Donald G. Mackay et Maryellen Coles MacDonald décrivent le bégaiement comme un problème de l'enchaînement de la séquence parlée.
Le bégaiement acquis, ou bégaiement neurologique, est une forme assez rare de bégaiement survenant à l'âge adulte, des suites d'une lésion ou d'un choc traumatique. La personne souffrant de bégaiement acquis, à la différence de celle souffrant du bégaiement persistant, bégaie aussi en chantant et ne bégaie pas plus en début d'énonciation.
Le bégaiement est à distinguer de la disfluence verbale (ou dysfluence verbale). 

### Descriptions alternatives
D'autres approches sont rencontrées pour expliciter le terme « bégaiement » parmi certains groupes de personnes, regroupées ou non autour d'une méthode ou d'une association. Ces tentatives de redéfinition du terme « bégaiement » sont dues en partie au fait que le terme « bégaiement » désigne à la fois les symptômes et le syndrome. Elles sont aussi l'expression d'une volonté de traduire la souffrance. Par exemple, certains groupes de personnes bègues préfèrent le terme d'incertitude orale. Ce serait le « risque ressenti par une personne de ne pas pouvoir dire exactement ce qu'elle veut dès lors qu'elle se sent écoutée, même potentiellement, alors qu'elle n'a aucun problème dans le cas contraire ». Cette description tient avant tout compte du ressenti de la personne bègue. D'autres personnes ou associations proposent diverses définitions, sur des bases qui ne sont pas forcément fondées scientifiquement.

### Manifestations associées
L'effort pour s'exprimer correctement est susceptible d'ajouter des éléments au trouble initial. La personne bègue peut entretenir la peur d'affronter les situations dans lesquelles cela risque de se produire. Elle ressent souvent une dévalorisation psychologique et peut alors montrer des symptômes comme une hyperémotivité, des troubles apparemment moteurs comme des syncinésies, en grec : « mouvements associés », qui ne sont que des tentatives désespérées de faire passer coûte que coûte les syllabes bloquantes en appelant à la rescousse le corps entier, mais de façon inefficace, comme « quelqu'un qui se noie fait des mouvements désordonnés au lieu de faire la planche »[réf. nécessaire]. Des troubles vasculaires et sécrétoires comme l'hypersudation et la rougeur sont également constatés. Certains  troubles ne sont pas limités au seul moment de l'élocution tels l'anxiété profonde, la colère et la frustration, la culpabilité ou la haine de soi. L'analogie de l'iceberg a été utilisée pour décrire les rapports entre le bégaiement et ces troubles, à partir de 1970 par l'orthophoniste Joseph Sheehan, en 1985 dans un sens technique par Ivan Impoco de l'Institut international d'élimination du bégaiement et de nouveau en 2007 par Mark Irwin de l'ISA (International Stuttering Association).  		 
Ces troubles psychologiques associés sont cependant un sujet controversé, certains spécialistes notamment psychologues ou psychanalystes les considérant comme une cause du bégaiement ou un élément constitutif et non comme une conséquence, ce que récusent d'autres spécialistes notamment les neurologues.
Cinquante pour cent (50 %) des bègues bredouillent aussi. Le « bredouillement » est décrit par les orthophonistes francophones comme étant un trouble particulier de la phonation qui se caractérise par des paroles rapides et, ou, un mélange d'idées, produisant un télescopage de syllabes,[source insuffisante].

## État des recherches scientifiques
Le bégaiement a depuis l'origine de la médecine été l'objet de recherches expérimentales diverses et plus ou moins rigoureuses. Plus récemment, l'étude de facteurs génétiques et neurologiques a permis certaines avancées dans la connaissance de ce trouble.

### Génétique
La corrélation du bégaiement avec des terrains familiaux est connue depuis très longtemps. Par exemple, les enfants qui ont des parents bègues présentent trois fois plus de risques de développer un bégaiement.
En 2010, après des études au Pakistan, en Angleterre et aux États-Unis, une équipe de chercheurs dirigée par les Dr Changsoo Kang et Dennis Drayna a détecté une mutation des gènes GNPTAB, GNPTG et NAGPA sur le bras long du chromosome 12, ces gènes intervenant dans la fonction lysosomale des cellules. Ces gènes sont déjà associés aux mucolipidoses et pourraient, selon les auteurs de l'étude, expliquer 10 % des cas de bégaiement. Dans leur rapport, les auteurs font allusion au fait que, dans le cerveau de la souris, le cervelet et l'hippocampe montrent de hauts niveaux d'expression de deux de ces gènes. Un quatrième gène, à pénétration faible, a été révélé un peu après.

### Neurologie
L'utilisation depuis 1996 de l'imagerie par résonance magnétique (IRM) et d'autres technologies de visualisation (tomographie par émission de positons, IRMf et IRM avec DTI) a permis de mettre en évidence des particularités liées à l'activation de la parole dans le cerveau. Depuis plusieurs années, certains éléments reviennent de façon récurrente dans les rapports d'études. Si certaines anomalies structurelles et fonctionnelles caractéristiques au bégaiement sont maintenant bien connues, elles doivent encore être hiérarchisées.
En 2002, une équipe allemande a découvert une déconnexion fibreuse anormale dans l'opercule rolandique (zone de Brodmann 47) des cerveaux gauches de 14 personnes bègues. On savait déjà que le cerveau des personnes bègues montrait une hypercompensation dans l'hémisphère droit ; il est alors suggéré par Sommer et son équipe que cette hypercompensation est une conséquence de l'anomalie à gauche.
En 2006, un nouveau rapport (par Soo Eun Chang et coll.) a montré que chez des enfants de 9-12 ans, l'hypercompensation dans l'hémisphère droit n'est pas encore présente, et que certains enfants rétablis montraient plus de différences dans le cerveau que les persistants.
En 2009, une étude par Kell, Neumann, Von Gudenberg et Giraud suggère que chez des personnes qui se rétablissent du bégaiement sans aucune aide, le cerveau mobilise efficacement des zones périphériques à celle de l'anomalie de substance blanche à gauche.
Il a été montré dans plusieurs études (De Nil au Canada, Neumann en Allemagne) que les thérapies suppriment l'hypercompensation à droite, bien qu'elle revienne si la thérapie n'est pas maintenue. La réparation optimale du bégaiement par le cerveau est alors associée à l'implication du cortex orbitofrontal postérieur gauche. Dans cette même étude, il est suggéré que le dysfonctionnement des noyaux gris centraux est secondaire, et que la compensation par l'hémisphère droit n'est pas efficace parce que, soit ce dernier est trop éloigné du reste du réseau, soit parce qu'il n'est pas spécialisé.
En 2011, une équipe a constaté des différences dans le corps calleux des cerveaux des personnes bègues, par rapport à des personnes à la fluidité de parole normale.
Une étude a suggéré un excès de dopamine dans certaines zones. Le nombre de récepteurs D2 a été également incriminé. Une étude chinoise sur une population Han a montré une légère différence génétique liée à ces récepteurs chez les personnes bègues, bien que ce résultat n'ait pas été confirmé par une équipe américaine (Kang-Drayna). Le Suédois Per Alm suggère dans ses travaux qu'un déséquilibre entre deux sortes de dopamine pourrait être un facteur-clé dans la compréhension du bégaiement.
Une faiblesse des noyaux gris centraux (qui exécutent les tâches musculaires de fond) a été associée à une théorie dite du système prémoteur double, qui fournit une explication au fait de comprendre pourquoi un individu ne bégaie pas lorsqu'il chante, lorsqu'il parle seul, avec un accent ou à l'unisson .
Certains chercheurs ne prennent pas une zone du cerveau en particulier comme point de départ. Des chercheurs chinois ont suggéré, en 2008-2009, un problème dans les relations neurales étendues. De même, la façon dont l'hémisphère droit surcompense le défaut dans celui de gauche pose quelques questions.

### Rétablissements spontanés partiels ou définitifs
L'étude de cas cliniques confirmés de rétablissement partiel ou définitif de bégaiement persistant développemental, constitue un matériau intéressant pour aider à la compréhension du mécanisme et de l'origine du trouble.
En 1966, quatre patients bègues du Docteur R.K. Jones, après des interventions chirurgicales au cerveau sans aucun rapport avec le bégaiement, ont vu leur bégaiement disparaître.
En 2010, au Royaume-Uni, un homme a constaté une forte réduction de son bégaiement après une intervention d'un méningiome. La même année, un homme de 59 ans a vu son bégaiement disparaître après une attaque de la circulation postérieure, au niveau du cervelet[réf. nécessaire].
Ces découvertes assez récentes, qui infirment les idées anciennes voyant le bégaiement et ses variantes comme des troubles purement psychologiques, n'affirment cependant pas que le bégaiement est une fatalité ou que toute thérapie est inutile.
De plus amples investigations sont nécessaires pour étayer les connaissances actuelles et éliminer les fausses pistes. Des examens chez les enfants sont très attendus.

## Traitements
Sont rassemblées sous ce vocable à la fois des méthodes ou techniques permettant de diminuer ou de mieux contrôler le bégaiement et des méthodes promettant une libération totale. Le plus souvent, le processus est progressif et extrêmement variable selon les individus.

### Orthophonie classique
Dans le cadre de l'orthophonie classique, les personnes bègues sont prises en charge par une équipe pluridisciplinaire, composée d'orthophonistes (appelés logopèdes en Belgique et en Suisse) et de psychologues. Ces traitements peuvent être pris en charge par la Sécurité sociale française depuis 1947. Le recours aux psychologues peut être nécessaire chez l'adolescent et l'adulte, où l'impact psychologique du bégaiement est très important. Il est important dans ce cas que la personne bègue soit réellement demandeuse. La formation des psychologues au bégaiement en tant que trouble spécifique n'est pas actuellement définie en France.
Les thérapies cognitivo-comportementales ont intégré les propositions des orthophonistes à leur patient depuis les années 2000, selon leurs promoteurs avec un certain succès[réf. nécessaire]. Au contraire, le caractère vérifiable des psychothérapies est mis en cause par certains organismes. De manière très pragmatique, de nombreux groupes d'entraide sont organisés en France, le plus souvent sans la présence de praticiens, bien qu'il soit conseillé d'avoir suivi une thérapie avant. Ces groupes permettent aux personnes bègues d'échanger sur leur trouble et ses différentes conséquences sociales, et de se sentir moins isolés.
L'orthophonie classique est dite traditionnellement avoir un taux de réussite important, notamment chez les jeunes enfants qui n'ont pas encore cristallisé la conscience de leur bégaiement. Les taux de rechute sont plus importants chez les personnes plus âgées, adolescents ou adultes. Ce thème est sujet à polémique, les thérapeutes invoquant la difficulté de motiver les patients, et ceux-ci, quand ils sont autorisés à s'exprimer, invoquant la durée du traitement, les rechutes, et la non-compréhension réelle de leur trouble. Pour les adultes, les thérapeutes promettent une amélioration de l'élocution, sans nécessairement une guérison complète.

### Produits pharmaceutiques
Plusieurs médicaments ont été testés depuis les années 1980 dans le traitement du bégaiement. Le Zyprexa a été utilisé sous stricte surveillance, car les effets secondaires peuvent être très lourds. On trouve aussi des prescriptions d'Abilify, d'Alprazolam ou de Geodon dans certains cas[réf. nécessaire]. Les effets et les réactions aux médicaments par rapport au bégaiement varient selon les individus et les conditions.
Le Pagoclone est un médicament qui a été testé spécialement pour le bégaiement, jusqu'en phase IIb, par l'entreprise pharmaceutique Endo (auparavant Indevus). Le Pagoclone semble agir sur les taux de dopamine dans le cerveau en jouant sur les récepteurs GABA-A[réf. nécessaire]. En juillet 2010, le site d'Endo informait que le Pagoclone n'avait pas obtenu les résultats souhaités aux tests de phase II. D'autres tests se poursuivent néanmoins jusqu'en début 2011. Endo a signalé ne plus recruter de cobayes pour ces tests.
Le Pagoclone avait suscité beaucoup d'espoirs. Énormément de personnes suivaient l'évolution des tests via l'internet.
Une partie des cobayes qui ont pris le Pagoclone pendant plusieurs années ont exprimé les bénéfices qu'ils en ont tiré[réf. nécessaire]. Il est possible qu'un sous-type dans la population souffrant de bégaiement soient plus réceptif à cette molécule.
En 2019, Gerald Maguire, psychiatre à l'université de Californie à Riverside, teste un nouveau médicament, l'écopipam, qui pourrait aider les bègues à fluidifier leur discours en bloquant la dopamine, un neurotransmetteur régulant les émotions et les mouvements. Il constate une amélioration avec dix personnes bègues une fois le traitement commencé. Gerald Maguire ambitionne alors de faire un essai clinique de grande ampleur.

### Méthodes alternatives
Diverses méthodes ont été proposées en cas d'échec de l'orthophonie classique, ces méthodes ayant des effets durables ou non. La plus ancienne méthode connue est celle de Démosthène, qui s'entrainait à parler avec de petits galets dans la bouche. Diverses méthodes utilisées par les praticiens diplômés dans les disciplines sonores insistant sur la relaxation et la respiration peuvent donner des résultats positifs. 
Crée en 1985, la technique enseignée en France par Ivan Impoco et l'Institut d'élimination du bégaiement (IEB), à la fois psychologique et physico-dynamique, est décriée par les professionnels diplômés (orthophonie, phoniatrie) malgré les nombreux témoignages favorables de stagiaires. En 1992, à l'issue d'un procès intenté et perdu par les orthophonistes classiques pour exercice illégal de la médecine, l'IEB a été autorisé à continuer sa pratique, en principe sans remboursement de la Sécurité Sociale. Cette technique semble donner des résultats positifs pour un certain nombre de participants, mais des échecs et des abandons sont aussi constatés, comme pour la méthode de Christian Boisard. Ivan Impoco, initiateur de cette méthode et ancienne personne bègue, utilise de préférence au terme de « bégaiement » le terme  d'« incertitude orale ». Selon lui, le problème consisterait essentiellement dans le risque de ne pas pouvoir dire exactement ce que l'on veut. Autre technique enseignée en France depuis 2002, celle de Christian Boisard, ancien bègue, associe également relaxation, respiration et contrôle du rythme,,. En 2016, Christian Boisard a été poursuivi pour exercice illégal de la profession d’orthophoniste puis relaxé en 2021.
D'autres méthodes alternatives existent dans d'autres pays, les espaces linguistiques et les conditions pratiques et culturelles d'exercice des thérapeutes étant souvent assez étanches. On peut par exemple, citer la méthode Ropana en Allemagne, qui s'inspire notamment du principe de répétition de l'entrainement sportif. Ces techniques sont des techniques apprises en stages de quelques jours, dont les résultats peuvent fluctuer selon les personnes, avec des succès réels mais aussi des échecs.

### Appareils thérapeutiques
La stimulation auditive par modificateurs de l'écoute (Alfred Tomatis,Isi Beller, Guy Bérard, etc.) permet souvent d'améliorer l'élocution, sans que les mécanismes induits soient clairement compris.
Les appareils portables à systèmes de retour audio, par retard ou modification (en anglais DAF ou FAF) ont un effet temporaire d'amélioration de la fluence des personnes bègues. Ces appareils enregistrent le son de la voix de la personne, et la lui renvoie dans l'oreille, mais modifiée. L'effet est similaire à l'effet choral, mais sans que la personne bègue ait recours à une autre personne. Il a été suggéré par plusieurs chercheurs que ces systèmes, dont l'effet est connu au moins depuis les années 1960, ont un impact sur le fonctionnement des noyaux gris centraux dans le cerveau, soupçonnés de dysfonctionnement chez les personnes bègues.

## Épidémiologie
La prévalence totale du trouble, c'est-à-dire la proportion des individus développant un bégaiement à une période de la vie, est d'environ 5 %. Le bégaiement apparaît le plus souvent lors de la première enfance, peut faire suite à un retard du langage et « se contracte » vers l'âge de 2 à 6 ans. Ce trouble de l'élocution peut être favorisé par un contexte affectif difficile ou un événement familial particulier[réf. nécessaire]. 
La proportion d'adultes bègues, au niveau mondial, est considérée comme égale à environ 1 %. Cette proportion semble ne varier que peu selon les langues parlées, les cultures, et les ethnies. Le trouble touche majoritairement (75 à 85 %) les sujets de sexe masculin, le ratio garçons/filles ou hommes/femmes étant évalué dans une fourchette comprise entre 3 et 5, selon les études[réf. nécessaire].

## Structures associatives et événements institutionnels
La journée internationale de sensibilisation au bégaiement en anglais International Stuttering Awareness Day (ISAD), a été fondée en 1998 par trois organisations anglophones (ELSA, IFA et ISA) et se déroule tous les ans le 22 octobre. 
En France, l'Association Parole Bégaiement (APB), fondée en 1992 par l'orthophoniste Anne-Marie Simon, concentre personnes bègues et professionnelles autour de la question du bégaiement afin de faire de la prévention et informer le public et le personnel de santé sur les possibilités de soin. Sous la présidence de Yan-Eric de Frayssinet, l'association compte aujourd'hui plus de 800 adhérentes et adhérents et a pour vice-présidente Élisabeth Vincent, orthophoniste spécialiste du bégaiement et autrice de plusieurs études et livres de vulgarisation sur le sujet. Ses actions s'étendent aussi en Suisse, en Afrique francophone, ainsi qu'en Belgique  (via l'Association Parole Bégaiement Belgique ASBL).

## Médias

### Personnalités bègues
(Par ordre chronologique de naissance)
De l'Antiquité aux années 1500
- Moïse, fondateur du judaïsme Moïse se présente à Dieu comme mauvais orateur et son frère Aaron devient son porte-parole (Exode 4.10-16, 6.12)[40].
- Démosthène, homme d'État athénien[41].
- Louis II « le Bègue », roi de France.
- Thomas Becket, dit aussi saint Thomas de Canterbury, archevêque et homme politique anglais[42],[43].

Années 1600
- Louis XIII dit « le Juste », roi de France[44].
- Miguel de Cervantes, poète et dramaturge espagnol.

Années 1700
- Camille Desmoulins, révolutionnaire français
- Napoléon Ier, empereur des Français[45],[46].

Années 1800
- Gustave Courbet, peintre et sculpteur français, chef de file du courant réaliste.
- Lewis Carroll, auteur anglais d'Alice au pays des merveilles[47].
- Winston Churchill, Premier ministre britannique[48].
- Albert Einstein, physicien[40].
- George VI, roi du Royaume-Uni, empereur des Indes[49].
- José-Maria de Heredia, écrivain français d’origine cubaine.
- Louis Jouvet, acteur et metteur en scène français[50].
- Paul Mariéton, écrivain français de langue provençale.

Années 1900
- Philippe Tailliez, pionnier de la plongée sous-marine avec Frédéric Dumas et Jacques-Yves Cousteau[51].

Années 1920
- Antoine Blondin, auteur français[52].
- Yukio Mishima, auteur japonais[53].
- Darry Cowl, acteur français.
- Claude Lanzmann, journaliste, écrivain et cinéaste français[54].
- Marilyn Monroe, actrice américaine[55].

Années 1940
- Scatman John, chanteur et pianiste américain[56]
- Joe Biden, président des États-Unis[57].
- Carlos, chanteur et acteur français[58].
- Patrick Modiano, écrivain français[59].
- Francis Perrin, acteur et metteur en scène français[60],[61].
- Arno, chanteur et acteur belge[62].

Années 1950
- Rowan Atkinson, acteur britannique [63] .
- François Bayrou, homme politique français[64].
- Bruce Willis, acteur américain[65].
- Vincent Lindon, acteur, réalisateur et scénariste français.

Années 1960
- Yan Pei-Ming, artiste peintre d'origine chinoise,

Années 1980
- Emily Blunt, actrice britannique[66].

### Œuvres de fiction
- Le Pavillon d'or, roman japonais de Yukio Mishima, publié en 1956
- Le personnage de Billy Bibbit (interprété par Brad Dourif) dans Vol au-dessus d'un nid de coucou, film américain réalisé par Miloš Forman, sorti en 1975
- La Façon de le dire, téléfilm français réalisé par Sébastien Grall en 1998
- Underground, film serbe réalisé par Emir Kusturica, sorti en 1995
- Le Labyrinthe de Pan, film fantastique hispano-mexicain réalisé par Guillermo del Toro, sorti en 2006
- Le Discours d'un roi (The King's Speech), film britannique réalisé par Tom Hooper, sorti en 2011 et dont l'un des sujets est la prise en charge du bégaiement du roi George VI du Royaume-Uni (interprété par Colin Firth) par une méthode d'orthophonie peu conventionnelle à l'époque.
- Ça, sorti en 2017, et Ça : Chapitre 2 de Andrés Muschietti, sorti en 2019. Le personnage Bill Denbrough souffre de bégaiement. Idem pour le personnage du même nom dans le téléfilm original, sorti en 1990. Ces trois adaptations sont tirées du roman Ça de Stephen King.
- M, sorti en 2017, réalisé par Sara Forestier, traitant de la rencontre entre une jeune femme bègue et un homme analphabète.
- Dessins animés utilisant le personnage de Porky Pig
- Les Mystérieuses Cités d'Or, série d'animation franco-nippo-luxembourgeoise, sorti en 1982, avec le personnage de Sancho.
- Cages, un film franco-belge réalisé par Olivier Masset-Depasse et sorti en 2008. Eve, victime d'un accident de la route, souffre de bégaiement mutique.
- Le personnage de Gaby dans la chanson "Ma belle Gaby bègue" de Joseph Bert (2024)
- Le Panache, film français réalisé par Jennifer Devoldère en 2024.
- Une amitié dangereuse, Série télévisée franco-belge réalisée par Alain Tasma en 2024. Le roi Louis XIII présent dans la série est bègue.